# 録音笑い
録音笑い（ろくおんわらい）ないしラフトラック（Laugh track）とは、テレビ番組・ラジオ番組制作における音声編集の技法の一である。バラエティ番組・コメディ番組などにおいて、収録した映像・音声に笑い声などの声を後から重ね録りすることにより、あたかも番組を見ている観客がリアルタイムで笑っているような臨場感を出し、それにより視聴者の笑いを誘起しようとするものである。エキストラの笑い声バージョンともいえる。
オペラではクラックと呼ばれる同様の手法が用いられる。団員あるいは公演を盛り上げるために雇われたプロ集団が客席で笑い声や野次などを脚本通りに発する。

## 概要
ほとんどの場合、数秒程度の短時間の音声の繰り返しであり、どっと笑う声が一般的であるが、平成以後のバラエティ番組においては、驚きを表す「えー」、共感を表す「あー」などといった音声が使われることもある。海外のシチュエーション・コメディにおいても、恋愛がらみのシーンで登場人物をはやしたてる「phew!」といった音声が使われることもある。
「笑い屋」と俗称される女性が、多数で一斉に発声するのが一般的である。声質は番組視聴者のターゲット層を考慮しており、昭和期のコメディ番組においては中年女性達の笑い声が使われていたが、平成から現代にかけてのバラエティ番組においては若い女性の声が使われている。珍奇なところでは、同時期のコント番組で使われる「スタッフ笑い」と呼ばれる音声がある。これは比較的少人数の男性の笑いを、こもり気味の音響で録音するもので、撮影スタジオで演じられるコントに対して、現場の製作スタッフが失笑しているように見せるものである。バラエティ番組では現在でも無観客のシーンでスタッフ笑いが多用されている。
また、1990年代後半から2000年代に入ると笑いと拍手も追加されるようになる。

## 起源
テレビの黎明期において、コメディは通常観客のいる舞台で演じられるものであり、収録には観客の笑いが入っているのが当然であった。しかし、スタジオでの撮影が普及するにつれ、舞台での臨場感を代替するため、録音笑いの技法が考え出された。
録音笑いがテレビ番組の技法として初めて用いられたのは、アメリカで1950年に放映されたシチュエーション・コメディである『ザ・ハンク・マッキューン・ショウ』であった。その後、普及を重ねる中で、アメリカのシチュエーション・コメディを特徴付ける重要なアイコンになるまで至った。『アイ・ラブ・ルーシー』、『奥さまは魔女』、『じゃじゃ馬億万長者』、『アーノルド坊やは人気者』、『フルハウス』、『iCarly』など、日本でも人気となった作品で盛んに録音笑いが用いられ、日本人にとってもなじみのある技法となった。
ヨーロッパにおいても用いられ、『空飛ぶモンティ・パイソン』『Mr.ビーン』などのコメディ番組で録音笑いが盛んに使われた。
昭和期の日本のコメディやバラエティ番組においては、観客のいる場でのライブ収録が多かったため、録音笑いが用いられることは多くなかったが、『ドリフ大爆笑』が盛んにこれを用い、日本のテレビ番組における録音笑いのパイオニアとなった。
その後、コメディにおいてもスタジオセット撮影やカメラの切り替えといった技法が普及すると、観客がいない場での収録が増加したため、昭和終期に『オレたちひょうきん族』をはじめとするコメディ番組が録音笑いを用いるようになり、一時期日本のテレビ番組においても一般的な技法となったが、平成期に入ると前述のとおり無観客のシーンはスタッフの笑い声を直接取り入れる方式が台頭してきたため、録音笑いは衰退の一途を辿っていった。
2015年にテレビ東京系で放送されたコント番組『SICKS〜みんながみんな、何かの病気〜』では、コント番組でありながら録音笑いやスタッフの笑い声を一切挿入せず、代わりにとぼけた感じの効果音を挿入していた。